# Sidomakmur (Kikim Barat)
Sidomakmur is een bestuurslaag in het regentschap Lahat van de provincie Zuid-Sumatra, Indonesië. Sidomakmur telt 1574 inwoners (volkstelling 2010).